# Nick Sandow
Nick Sandow (* 3. August 1966 in der Bronx, New York City) ist ein US-amerikanischer Schauspieler. Bekannt ist er vor allem durch die Rolle des Joe Caputo aus der Fernsehserie Orange Is the New Black.

## Leben und Karriere
Nick Sandow wuchs in einem italienischen Viertel in der Bronx auf. Sein Vater starb an einem Herzinfarkt, als Nick neun Jahre alt war. Die Mutter zog ihn anschließend zusammen mit seinen drei älteren Schwestern alleinerziehend auf. Im Alter von 19 Jahren zog er in den Stadtteil Manhattan und nahm Schauspielunterricht am William Esper Studio und nahm Engagements am Theater an.
1992 übernahm Sandow seine erste Rolle vor der Kamera, als er eine Gastrolle in der Serie Law & Order spielte. Anschließend wurde er für eine kleine Rolle im Film Handgun – Hetzjagd durch New York besetzt. Nach weiteren Auftritten in kleinen Filmen, war er anschließend in One Night Stand, No Looking Back, Für das Leben eines Freundes und Wachgeküßt zu sehen. Von 2000 bis 2002 war er in der Serie Third Watch – Einsatz am Limit in der Nebenrolle des Joe Lombardo zu sehen. Es folgten Gastauftritte in New York Cops – NYPD Blue, The Jury und Six Degrees. 2003 übernahm er als AI eine Nebenrolle in der Krimikomödie Connie und Carla. 2007 war er im Film The Champ in der Rolle des italienischstämmigen Boxers Rocky Marciano zu sehen. Auch in dem portugiesischen Episodenfilm The Lovebirds aus demselben Jahr wirkte er mit.
2011 war er in der Komödie Bad Sitter mit Jonah Hill in der Hauptrolle zu sehen. Zu der Zeit war er auch in den Serien How to Make It in America, Blue Bloods – Crime Scene New York, CSI: Miami, Unforgettable und Boardwalk Empire in Gastrollen zu sehen. 2013 übernahm er dann seine bislang bekannteste Rolle. In Orange Is the New Black wurde er in der Rolle des Gefängniswärters Joe Caputo besetzt. Die Rolle war ursprünglich kürzer geschrieben, wurde später dann aber ausgebaut. Sandow spielte die Rolle, bis zur finalen siebten Staffel 2019, in über 80 Episoden. Neben seiner Rolle in der Serie führte er bislang auch bei drei Episoden die Regie.
2015 veröffentlichte er den Film The Wannabe, den er schrieb und auch inszenierte. Er selbst übernahm darin als Anthony eine Nebenrolle. Der Film wurde auf dem Tribeca Film Festival uraufgeführt. 2017 übernahm er in dem Musikfilm Patti Cake$ – Queen of Rap als Ray eine Nebenrolle.

## Privates
Sandow lebt seit 2004 mit seiner Partnerin Tamara Malkin-Stuart in einem Wohnhaus im Bezirk Brooklyn in New York. Zusammen sind sie Eltern von zwei Söhnen.

## Filmografie (Auswahl)
- 1992–1999: Law & Order (Fernsehserie, 3 Episoden)
- 1994: Handgun – Hetzjagd durch New York (Hand Gun)
- 1995–1996: New York Undercover (Fernsehserie, 2 Episoden)
- 1996: Ein Mountie in Chicago (Due South, Fernsehserie, Episode 2x15)
- 1996: The Mouse
- 1997: Auf der Strecke geblieben (Grind)
- 1997: One Night Stand
- 1998: In den Straßen von Brooklyn (A Brooklyn State of Mind)
- 1998: No Looking Back
- 1998: Für das Leben eines Freundes (Return to Paradise)
- 1998: Wachgeküßt (Living Out Loud)
- 1999: On the Run
- 1999: Uninvited
- 2000: The Day the Ponies Come Back
- 2000–2002: Third Watch – Einsatz am Limit (Third Watch, Fernsehserie, 12 Episoden)
- 2001: The Big Heist (Fernsehfilm)
- 2001: Plan B
- 2001: Dust
- 2001: New Port South
- 2002: Swimfan
- 2003: New York Cops – NYPD Blue (NYPD Blue, Fernsehserie, Episode 11x01)
- 2004: Connie und Carla (Connie and Carla)
- 2004: The Jury (Fernsehserie, Episode 1x01)
- 2005: The Collection
- 2005, 2010: Criminal Intent – Verbrechen im Visier (Law & Order: Criminal Intent, Fernsehserie, 2 Episoden)
- 2006: Six Degrees (Fernsehserie, Episode 1x01)
- 2006–2015: Law & Order: Special Victims Unit (Fernsehserie, 2 Episoden)
- 2007: The Champ (Resurrecting the Champ)
- 2007: The Lovebirds
- 2008: Zufällig verheiratet (The Accidental Husband)
- 2008: New Amsterdam (Fernsehserie, Episode 1x05)
- 2009: The Hungry Ghosts
- 2009: Frame of Mind
- 2010: Mercy (Fernsehserie, Episode 1x15)
- 2010: How to Make It in America (Fernsehserie, 3 Episoden)
- 2010–2011: Blue Bloods – Crime Scene New York (Blue Bloods, Fernsehserie, 3 Episoden)
- 2011: Nurse Jackie (Fernsehserie, Episode 3x09)
- 2011: Bad Sitter (The Sitter)
- 2011: CSI: Miami (Fernsehserie, Episode 10x11)
- 2011–2012: Boardwalk Empire (Fernsehserie, 3 Episoden)
- 2012: Unforgettable (Fernsehserie, Episode 1x12)
- 2013: The Cold Lands
- 2013: All Roads Lead
- 2013–2019: Orange Is the New Black (Fernsehserie, 88 Episoden)
- 2014: Zarra's Law
- 2015: The Wannabe (auch Drehbuch und Regie)
- 2015: Meadowland
- 2017: Patti Cake$ – Queen of Rap (Patti Cake$)
- 2018: Cabaret Maxime
- 2018: Stella’s Last Weekend
- 2021: Clarice Starling – Das Erwachen der Lämmer (Clarice, Fernsehserie, 13 Folgen)